# رانتي مارتينز
رانتي مارتينز (بالإنجليزية: Ranti Martins)‏ (5 سبتمبر 1986 في نيجيريا - ) هو لاعب كرة قدم نيجيري في مركز الهجوم. لعب مع نادي إيست بنغال ونادي ديمبو وUnited SC ‏ ونادي جوا ونادي الملك فيصل وRangdajied United FC ‏.

## وصلات خارجية
- رانتي مارتينز على موقع قاعدة بيانات كرة القدم.إي يو (الإنجليزية)
- رانتي مارتينز على موقع Soccerway.com (الإنجليزية)
- رانتي مارتينز على موقع GSA (الإنجليزية)